# توماس جاي ريس
توماس جاي ريس (بالإنجليزية: Thomas J. Reese)‏ هو رئيس تحرير وكاتب أمريكي، ولد في 1 نوفمبر 1945.